# Luis Costa
Luis Costa (Benguela, 7 de junho de 1978) é um basquetebolista profissional angolano, atualmente joga no Atlético Petróleos Luanda.